# Cephalotes goniodontes
Cephalotes goniodontes é uma espécie de inseto do gênero Cephalotes, pertencente à família Formicidae.